# Wadźramuszti
Wadźramuszti, vajramushti – staroindyjska sztuka walki na pięści, w której korzysta się z jogi i medycyny ludowej dla określania czułych punktów na ciele człowieka. Punkty te mają być celami uderzeń w walce. Odpowiednikiem tej dyscypliny w innych kulturach dalekowschodnich są wushu i karate.